# Yvonne Farrell
Yvonne Farrell (sinh năm 1951 tại Tullamore, Ireland) là một kiến trúc sư và giáo sư người Ireland. Bà là người đồng sáng lập Grafton Architects, mà đã giành giải thưởng World Building of the Year vào năm 2008 cho tòa nhà Đại học Bocconi của họ ở Milano. Họ cũng đạt được giải thưởng quốc tế RIBA năm 2016 cho tòa nhà Đại học de Ingeniería y Tecnología của họ ở Lima, Peru, và được trao năm 2020 Huy chương vàng Hoàng gia. Năm 2017, bà được bầu chọn, cùng với Shelley McNamara, là người phụ trách Kiến trúc Venice Biennale lần thứ 16 năm 2018. Bà đã giành được Giải thưởng kiến trúc Pritzker vào năm 2020, cùng với McNamara.

## Sự nghiệp
Farrell học kiến trúc tại Đại học Dublin, tốt nghiệp năm 1974. Năm 1977, cùng với Shelley McNamara, bà thành lập Grafton Architects ở Dublin. Bà là thành viên sáng lập của Nhóm 91, người đứng sau sự canh tân quận Temple Bar ở Dublin vào những năm 1990.
Grafton Architects đại diện cho Ireland tại Venice Biennale năm 2002 và được trưng bày ở đó một lần nữa vào năm 2008. Dự án Đại học Bocconi của họ ở Milan, đã giành giải thưởng Tòa nhà của năm vào năm 2008, đã được hoan nghênh và trưng bày. Vào năm 2009, tòa nhà của Bộ Tài chính ở trung tâm thành phố Dublin đã giành được Giải thưởng Ủy thác Công dân cũng như Giải thưởng Đặc biệt của Hiệp hội Kiến trúc Ireland. 